# Marietta Șaghinian
Marietta Sergheevna Șaghinian (în rusă Мариэтта Сергеевна Шагинян; n. 21 martie/2 aprilie 1888, Moscova, Imperiul Rus – d. 20 martie 1982, Moscova, RSFS Rusă, URSS) a fost scriitoare de literatură științifico-fantastică rusă. 

## Traduceri
- 1960: Mass Mend sau yankeii la Petrograd, E.S.P.L.A.-Cartea Rusă; (ediție originală:«Месс Менд, или Янки в Петрограде» - 1924)